# Isten a buddhizmusban
A klasszikus buddhista irodalom elutasította a teremtő Isten létezését és a teremtés több aspektusát és azt állította, hogy a világegyetem eredetének kérdése végső soron nem hasznos a szenvedés megszüntetéséhez.
A buddhizmusban úgy tartják, hogy a világegyetemet ok-okozati kapcsolatok rendszere (pratítja-szamutpáda vagy függő keletkezés) működteti, amelynek része a természetes rend (dhamma) és a megvilágosodás forrása. Természetfeletti valóságtól nem függ semmilyen jelenség, az anyag (forma) viselkedésének magyarázatához erre nincs szükség. Buddha tanításai szerint az embernek a valóságot kell tanulmányoznia (dhamma-vicsaja) a személyes bölcsesség eléréséhez (pradzsnyá) és a dolgok valós természetének megértéséhez (dharma). A buddhizmusban a spirituális gyakorlás egyedüli célja a szanszárában létező szenvedéstől való teljes megszabadulás, amelyet nirvánának neveznek.
Vannak buddhista tanítók, akik azt tanítják a meditáció gyakorlatában kezdő tanítványainak, hogy az istenség fogalma nem inkompatibilis a buddhizmussal, és egyes buddhista tudósok szerint túl leegyszerűsítő a buddhizmust nem-istenhitnek nevezni. Bár a buddhizmus alapvetően - értelmezéstől függően - agnosztikus vagy ateista vallásnak tekintendő, egyes irányzatait tévesen panteistának, megint mások – mint például a Tiszta Föld buddhizmus – teistának értelmezik.
Buddha nem tagadta meg Istent, csupán kijelentette: Ne törődj olyan kérdésekkel, mint hogy létezik-e Isten? Ne vesztegesd az időd és energiád fölösleges vitákra! Gyakorlatban légy vallásos! Tisztítsd meg a szíved! Uralkodj elméd felett! Élj erkölcsös életet! Így elnyered a nirvánát, a megszabadulást vagy az örök boldogságot.
A nem-istenhit ellenére a sok buddhista fontosnak tartja a méltóságok előtti hódolatot, bár a buddhizmus két nagy hagyományvonalában eltérő szokások alakultak ki. Míg a théraváda buddhisták Buddhát embernek tekintik, aki saját emberi erőbejéből érte el a nirvánát vagy buddhaságot, egyes mahájána buddhisták a kozmikus dharmakája megtestesülésének tekintik, aki mások javára született. Ezen túlmenően, a mahájána irányzatban egyes gyakorlók hódolnak a legfőbb bódhiszattva, Avalókitésvara előtt is.
A buddhista kozmológiát mindenféle lények népesítik be, köztük istenek (dévák) és félistenek (aszúrák), éhes szellemek (préták), emberek, állatok és pokollakók. A dévák és az aszúrák is emberformájúak és ők is ki vannak téve a szanszára szenvedéssel teli körforgásának. Buddhát gyakran ábrázolják az istenek tanítójaként, akiknél magasabb szinten áll.
Létezik a buddhizmusnak olyan formája is a mahájána buddhizmuson belül, amelyben hisznek egy örök buddhában: a mindenhol jelenlevő megvilágosodás jelképe és a világegyetem igaz természetének szimbóluma. A világmindenség minden részét összekötő, legalapvetőbb aspektus az örök buddha tiszta fénye.